# Астра 1B
Астра 1B — европейский телекоммуникационный спутник компании SES. Он предназначался для ретрансляции радио- и телепрограмм в аналоговом и цифровом форматах.

## История
Спутник был создан компанией GE Astra Electronics, которая сейчас называется Lockheed Martin Astro Space, на основе платформы GE 5000. Регулярная работа этого спутника началась 15 апреля 1991 года.

## Зона покрытия
- Европа
- Ближний Восток